# 坂東治彦
坂東 治彦（ばんどう つぐひこ、1947年3月6日 - ）は、日本のプロゴルファー。

## 来歴
1975年にプロ入り。
1979年の中部オープンでは豊田明夫と並んでの4位タイでスタートし、2日目には68をマークして首位に立ち、3日目には75を叩きながらも首位を守るが、最終日には松岡金市・柴田猛に次ぐと同時に豊田と並んでの3位タイに入った。
1980年の中部オープンでは初日を鈴村照男・大場勲と並んでの6位タイでスタートし、2日目には鈴村照と共に石井裕士と並んでの6位タイ、3日目には鈴村照・石井裕と共に4位タイに着けた。
1982年の関西プロでは3日目に67をマークして三上法夫・杉原輝雄・山本政彦・出口栄太郎と並んでの3位タイに浮上し、最終日には8位に入った。
1984年のデサントカップ北国オープンでは初日を曽根保夫・海老原清治・内田繁・金井清一・栗原孝・山本洋一と並んでの7位タイでスタートし、中部オープンでは鈴村照のプレーオフの末に2位に入った。
1991年の中部オープンを最後にレギュラーツアーから引退。